# (9280) Stevenjoy
(9280) Stevenjoy est un astéroïde de la ceinture principale.

## Description
(9280) Stevenjoy est un astéroïde de la ceinture principale. Il fut découvert le 1er mars 1981 à Siding Spring par Schelte J. Bus. Il présente une orbite caractérisée par un demi-grand axe de 2,47 UA, une excentricité de 0,17 et une inclinaison de 7,4° par rapport à l'écliptique.

## Compléments